# Арсенид дипалладия
Арсенид дипалладия — бинарное неорганическое соединение
палладия и мышьяка
с формулой Pd2As,
кристаллы,
не растворяется в воде.

## Получение
- В природе встречается минерал палладоарсенид — Pd2As с примесями Pt, Au, Ag, Ni, Cu, Sb, Te [1].
- Спекание стехиометрических количеств чистых веществ:

{\displaystyle {\mathsf {2Pd+As\ {\xrightarrow {728^{o}C}}\ Pd_{2}As}}}

## Физические свойства
Арсенид дипалладия образует кристаллы нескольких модификаций:
- α-Pd2As, низкотемпературная модификация, моноклинная сингония, пространственная группа P 2/m, параметры ячейки a = 0,925 нм, b = 0,847 нм, c = 1,044 нм, β = 94,0°, Z = 16, существует при температуре ниже 485°С (по другим данным ромбическая сингония, пространственная группа C mc21, параметры ячейки a = 0,3245 нм, b = 1,6844 нм, c = 0,6576 нм, Z = 8 [2]);
- β-Pd2As, высокотемпературная модификация, гексагональная сингония, пространственная группа P 62m, параметры ячейки a = 0,6645 нм, c = 0,3589 нм, Z = 4, существует в интервале температур 485÷728°С.

Не растворяется в воде.